# Ducati 600 NCR TT2
La Ducati 600 TT2 è una motocicletta da competizione, derivata dal modello stradale "Pantah" e prodotta dalla Ducati, in collaborazione con la NCR, dal 1981 al 1983.

## Il contesto
Date le sue caratteristiche di motore e telaio, la "Pantah" si prestava ad essere facilmente elaborata dai vari team che la utilizzarono nelle competizioni riservate alle modo derivate di serie. Già durante il 1980, il factotum del Reparto corse Ducati Franco Farnè allestì due "Pantah 600" da competizione, che furono impiegate con successo nel campionato italiano "Junior" da Vanes Francini, Pietro Menchini e Guido Del Piano: erano basate sul telaio standard della SL e montavano sospensioni da corsa della Marzocchi, mentre il motore da 583 cc erogava 70 CV a 9800 giri/min.

## La progettazione

Una serie di 600 TT2 presso gli stabilimenti Ducati di Borgo Panigale: in primo piano, una TT2 ufficiale riconoscibile dalla carenatura completa; sullo sfondo, tre TT2 in versione kit destinate ai privati, con semicarena.

La "600 TT2" nacque allo scopo di partecipare alle competizioni riservate alle moto derivate di serie della Formula TT, per le quali la Federazione Motociclistica Italiana istituì il campionato italiano nella stagione sportiva 1981.
Seguendo i dettami del regolamento, Fabio Taglioni sostituì il telaio della Pantah con uno completamente nuovo fatto di tubi dritti e con una forte triangolatura intorno al cannotto di sterzo: straordinariamente rigido e compatto, venne realizzato dallo specialista Verlicchi, pesava solo 7 kg e si imbullonava in 4 punti al motore, che era membro stressato della ciclistica, poiché su di esso si infulcrava direttamente il forcellone dotato di cantilever e ammortizzatore singolo della Paioli. All'avantreno si trovava una forcella Marzocchi da 35 mm con foderi in magnesio e una coppia di freni a disco da 280 mm della Brembo e le ruote erano da 18 pollici della Campagnolo, con canale da 2,15" davanti e 3,00" dietro.
Il propulsore fu oggetto di una elaborazione spinta, la sua cilindrata venne portata fino a 597 cc mediante l'incremento a 81 mm dell'alesaggio con l'uso di pistoni Borgo e, sebbene il rapporto di compressione fu portato solamente a 10:1, le valvole furono ingrandite e, grazie alla distribuzione desmodromica, poterono impiegare elevati valori di alzata, mentre il radiatore per il raffreddamento dell'olio fu montato nel cupolino e il serbatoio del carburante era incastrato tra i tubi del telaio. I carburatori di serie da 36 mm furono mantenuti per regolamento nel mondiale Formula TT, ma nel più permissivo campionato italiano furono usati dei Dell'Orto da 40 mm: la potenza dichiarata era di 76 CV a 10750 giri/min.
Tutta la moto fu progettata all'insegna della leggerezza, era priva dei carter per la cinghia della distribuzione, aveva la frizione a secco a comando idraulico, lo scarico 2-in-1, gli ingranaggi interni traforati e, nonostante conservasse l'avviamento elettrico (motorino, alternatore da 200 W e una piccola batteria) come da regolamento italiano, pesava solo 122 kg ed era estremamente compatta, con un passo di 1395 mm (altre fonti riportano invece 148 kg). La moto era estremamente efficace, leggera e snella, concepita bilanciando al meglio il peso e la potenza, con un motore molto elastico e dai consumi specifici ridotti. Furono costruite cinque moto ufficiali.
Nel 1982 furono assemblate 20 moto kit (o replica) della TT2 per i piloti privati (25 secondo altra fonte): molto simili alle moto ufficiali, pesavano 130 kg ed erano però prive di certe raffinatezze, ma conservavano stesse ruote, usavano un monoammortizzatore Marzocchi con serbatoio separato e il motore produceva 76 CV a 10730 giri/min con carburatori Dell'Orto da 36mm. Nel 1983 furono realizzate altre repliche (25 secondo altra fonte), praticamente identiche a quelle dell'anno precedente, ma con la ruota anteriore da 3,50"x16" e la posteriore da 3,50"x18", col motore che erogaga 78 CV a 10500 giri/min grazie a carburatori Dell'Orto da 41 mm modificati dalla Malossi.

## Attività sportiva

Massimo Broccoli in azione su Ducati 600 TT2, 1981 circa.

La Ducati si interessò poi alle competizioni riservate alle moto della Formula TT quando per la stagione 1981 la Federazione Motociclistica Italiana istituì il campionato italiano per tale tipo di motociclette e tramite il team bolognese NCR (Nepoti Caracchi Rizzi, in seguito Nepoti Caracchi Racing, che fungeva da vero e proprio reparto corse della Casa) allestì alcuni esemplari da competizione per i loro piloti ufficiali, denominandoli 600 TT2. Il prototipo della TT2 fu collaudato in Spagna durante l'inverno dal campione mondiale Ángel Nieto e da Salvador Cañellas, pilota Ducati nelle gare di durata: il progetto era talmente efficace da ottenere il 29 marzo 1981 la vittoria al debutto a Misano nel campionato italiano TT-Formula 2 con Sauro Pazzaglia e permettere a Massimo Broccoli di fare suo il titolo dopo aver a lungo battagliato coi piloti del team ufficiale Bimota e le loro KB2 "Laser" spinte da motori Kawasaki.
Col successo sulle piste italiane arrivò da parte del concessionario Ducati di Manchester, la "Sports Motorcycles" di Steve Wynne e Pat Slinn (già artefici del successo della Ducati con Mike Hailwood al TT del 1978), la richiesta per un paio di esemplari ufficiali della TT2 per il Tourist Trophy del giugno 1981; ma le moto non furono consegnate, sicché gli inglesi ne allestirono in fretta e furia una loro versione partendo da una Pantah 500 SL stradale incidentata, a cui fecero rinforzare il telaio da Ron Williams e dove installarono un kit da competizione ufficiale per il motore: il veterano Tony Rutter vinse la gara alla media di 101.91 mph (164 km/h), con un giro veloce alla media di 103.51 mph (166.58 km/h). La Ducati fu così contenta del risultato da offrirgli una moto ufficiale per la seconda e ultima gara del campionato mondiale Formula TT all'Ulster Grand Prix del 22 agosto, dove in condizioni terribili ottenne il secondo posto dietro alla Yamaha RD350 di Phil Mellor e conquistò il titolo mondiale di Formula 2.
Dopo la conquista dei due titoli, l'ottobre 1981 una TT2 col motore dalla cilindrata ridotta a 500cc fu iscritta per Massimo Broccoli all'ultima gara del campionato italiano classe 500: con una moto derivata dalla serie il pilota di Argenta fu in grado di classificarsi settimo contro avversari dotati di moto da Gran Premio realizzate da Suzuki e Yamaha.
Ma la TT2 mieté ancora più successi nel 1982, quando Walter Cussigh vinse tutte le gare dell'italiano TT-F2 (impiegando una moto dotata di una ruota anteriore da 16" e carburatori da 41mm) e l'ormai quarantenne Tony Rutter si riconfermò campione mondiale: l'inglese (che preferiva la ruota anteriore da 18", visto l'impiego su tratti stradali sconnessi) si rivelò nettamente più veloce dell'anno precedente vincendo la sua gara al TT alla media di 108.50 mph (174.61 km/h), con un giro veloce alla media di 109.27 mph (175.85 km/h) e una velocità di punta di 144 mph (232 km/h), ripetendo la vittoria ai successivi appuntamenti di Vila Real e Ulster GP. L'anno successivo Tony Rutter si riconfermò ancora vincendo al TT (siglando una doppietta Ducati con Graeme McGregor) e piazzandosi secondo nelle altre due gare all'Ulster GP e ad Assen, mentre Cussigh è di nuovo campione italiano. Nel 1984 Rutter è ancora una volta campione mondiale, ma stavolta manca la vittoria alla gara più prestigiosa, ottiene la vittoria a Vila Real, un terzo posto all'Ulster GP e il quinto a Brno. Il 1985 è l'ultima stagione per la TT2, con Rutter che riesce a far suo il TT con una moto dotata di sospensione posteriore progressiva, ma ottiene solo il secondo posto a Vila Real e il terzo al Montjuich, dove un incidente durante la gara di TT-Formula 1 pone fine alla sua carriera. Non può partecipare quindi all'appuntamento finale all'Ulster GP, ma i punti guadagnati gli permettono di chiudere la stagione al secondo posto dietro a Brian Reid.